# Maximum Pro Wrestling
Maximum Pro Wrestling (MaxPro), es una organización independiente de lucha libre profesional canadiense. Fundado en 2010 con la unificación de Border City Wrestling con BSE Pro Wrestling.

## Historia
El 3 de febrero de 2010, MaxPro fue confirmado cuando Scott D'Amore dijo q estaba dejando de ser agente de Total Nonstop Action Wrestling, para realizar este nuevo proyecto en Ontario.
El 3 de marzo, se anunció una sociedad entre MaxPro y Dragon Gate USA, q llevaría por primera vez a Dragon Gate a Canadá.
En marzo de 2010, fue la gira inaugural, fue llamada The March Breakdown Tour. Rhino luchó en los tres eventos del tour. En abril de 2010, se realizó el segundo tour, llamado The Spring Loaded Tour. Tommy Dreamer luchó en los tres eventos del tour. El tercer tour también se realizó en abril y se llamó The Gold Rush Tour. Kevin Nash hizo una rara aparición en los eventos.

## Campeonatos

### MaxPro Triple Crown Championship
| Luchador:         | Reinado N.º: | Fecha:              | Lugar:                 | Notas: |
| ----------------- | ------------ | ------------------- | ---------------------- | --- |
| Tyson Dux         | 1            | 18 de marzo de 2010 | Niagara Falls, Ontario | Derrotó a Derek Wylde para unificar BSE Suicide Six Pack title, BCW Heavyweight title, y NSP Grand Independent title |
| Robbie McAllister | 1            | 11 de abril de 2010 | Woodstock, Ontario     | |
| Tyson Dux         | 2            | 17 de abril de 2010 | North Bay, Ontario     | |